# MusicDNA (формат)
MusicDNA — формат музыкальных файлов, разработанный некоторыми из создателей формата MP3.

## Разработка
Формат обратно совместим с существующими MP3-проигрывателями, и предлагает схожее качество звучания. MusicDNA-файлы могут содержать метаданные, например, тексты песен, обложки, цитаты блогов и пользовательский контент, который может постоянно обновляться через Интернет. MusicDNA разрабатывался как конкурент iTunes LP — формату, разработанному компанией Apple, который также поддерживает контент, добавляемый пользователем.
MusicDNA был создан норвежским разработчиком Дагфинном Бахом. Немецкий разработчик Карлхейнц Бранденбург, отметившийся в разработке формата .mp3, стал одним из инвесторов данного проекта.
По состоянию на январь 2010 года ни один из крупных звукозаписывающих лейблов не заинтересовался новым форматом, хотя несколько независимых лейблов выразили интерес к новинке. MusicDNA-файлы предположительно будут стоить дороже, чем другие музыкальные файлы в более распространенных форматах.